# Jordi Goula
Jordi Goula Surinyac (Barcelona, 1946) es un periodista y economista catalán. Durante veinticinco años dirigió la sección de economía de La Vanguardia.

## Formación y trayectoria profesional
Licenciado en filosofía y económicas por la Universidad de Barcelona, empezó su carrera como analista en la Banca Mas Sardà. Compaginó su tarea como economista con la de analista en los medios, colaborando inicialmente con el Diario de Barcelona y el diario Avui, donde hacía colaboraciones semanales. 
Tras doce años en el sector privado, la Banca Mas Sardà cerró y le ofrecieron llevar la sección de economía de la Vanguardia, donde trabajó durante más de veinticinco años, desde donde analizaba la realidad económica del país. En 2019 empezó a colaborar con Vilaweb.Es profesor en el Master de Periodismo de la Columbia University (Universidad de Barcelona).